# Tapso (Túnez)

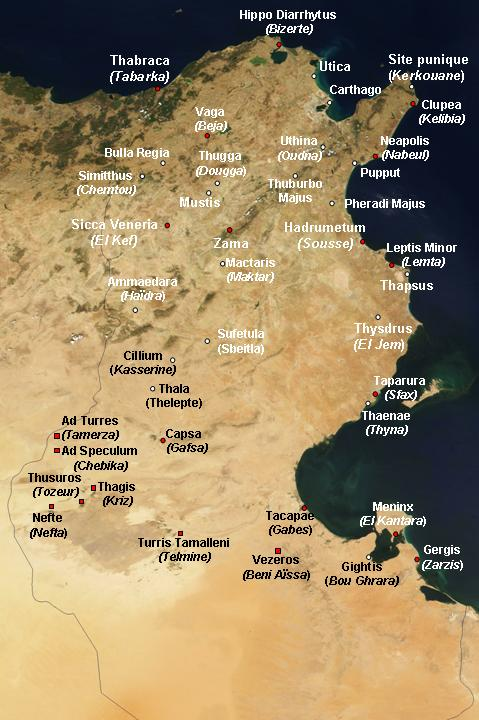
Yacimiento de Tapso al este de la Tunicia antigua.

Tapso es un yacimiento arqueológico situado al este de la actual Túnez.
Las ruinas de la ciudad siguen siendo visibles en Ras Dimas, cerca de Bekalta, aproximadamente a 200 kilómetros al sureste de Cartago. Estas comprenden los restos de un rompeolas, un fuerte, un anfiteatro y de una gran alberca. También se encuentra en las proximadades una necrópolis púnica.
Fue fundada originalmente por los fenicios en las proximidades de un lago salado. Después de la tercera guerra púnica y la destrucción de Cartago, se convirtió en una ciudad comercial en la provincia autónoma de Byzacena en África romana.
En el 46 a. C., Julio César consiguió una victoria importante sobre Metelo Escipión y el rey númida Juba I en la batalla de Tapso durante la cual las enormes pérdidas humanas se contaron cerca de la ciudad. César exigió entonces el pago de 50.000 sextercios a los vencidos. La batalla marcó el fin de la oposición a César en África y Tapso se convirtió en una colonia romana, Plinio el viejo la cita como ciudad libre. En Cornelia, Robert Garnier relató la batalla.